# 윤송이 (배우)
윤송이(2004년 5월 2일 ~ )는 대한민국의 배우이다.

## 연기 활동

### 영화
- 2012년 《박수건달》 ... 수민 역

### 드라마
- 2007년 MBC 미니시리즈 《베토벤 바이러스》
- 2007년~2008년 KBS2 주말연속극 《내 사랑 금지옥엽》
- 2008년 KBS2 주말연속극 《솔약국집 아들들》
- 2009년 SBS 미니시리즈 《아테나: 전쟁의 여신》 ... 요원의 딸 역
- 2010년 KBS2 미니시리즈 《영광의 재인》 ... 어린 진주 역
- 2010년~2011년 KBS1 일일연속극 《당신 뿐이야》 ... 어린 복찬 역
- 2012년~2013년 KBS2 주말연속극 《왕가네 식구들》 ... 구미호 역
- 2016년 KBS2 TV소설 《그 여자의 바다》... 최정민 역

## 방송
- 2007년~2008년 KBS 《TV유치원》
- 2009년 EBS 《딩동댕 유치원》